# Thrinchostoma tonkinense
Thrinchostoma tonkinense är en biart som beskrevs av Blüthgen 1926. Thrinchostoma tonkinense ingår i släktet Thrinchostoma och familjen vägbin. Inga underarter finns listade i Catalogue of Life.